# St. Josef (Köln-Porz)

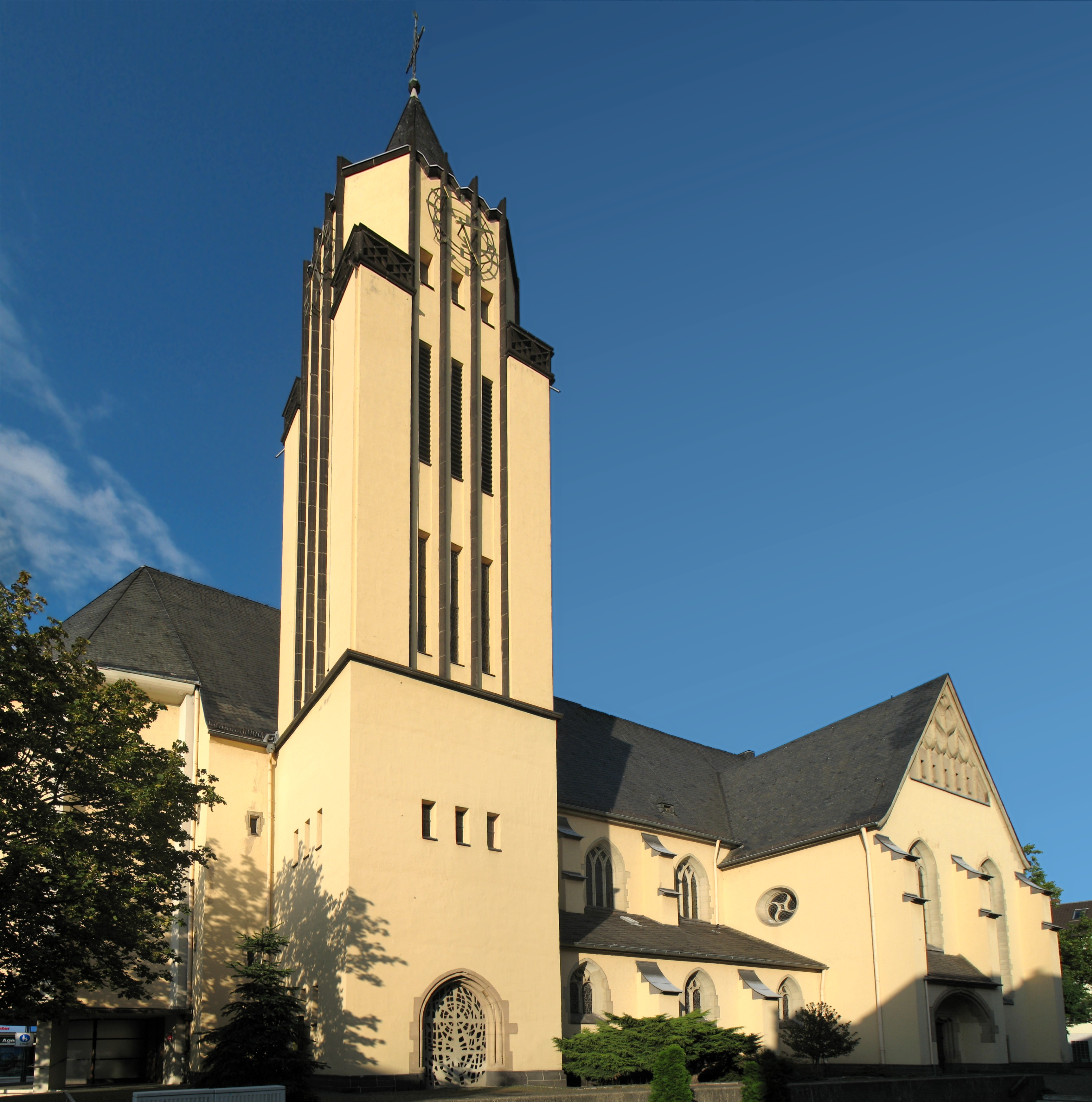
Südfassade mit Turm

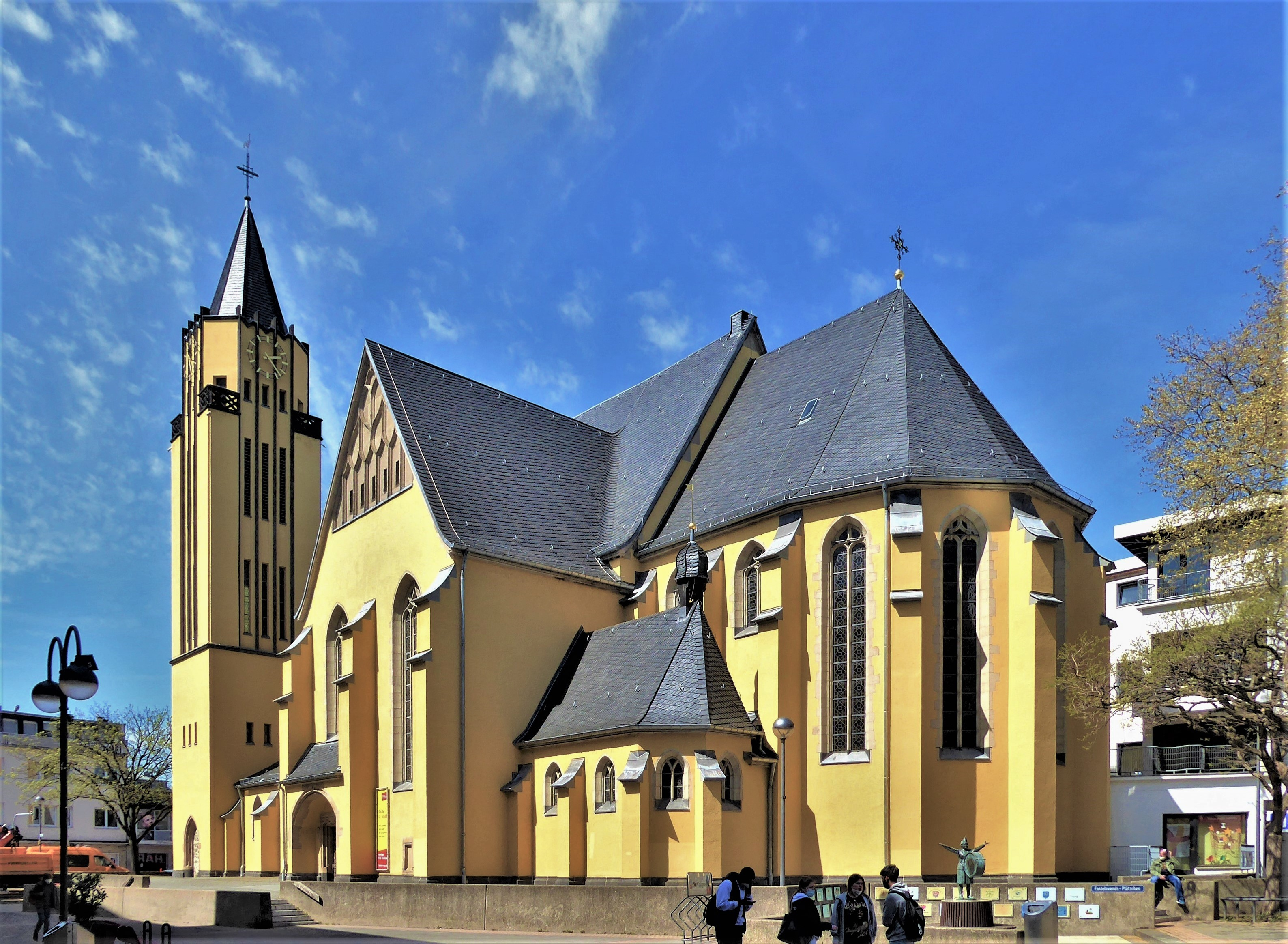
Ansicht von Südosten

St. Josef ist eine römisch-katholische Pfarrkirche in Köln-Porz. Sie steht unter Denkmalschutz.
Die im Stile der Neugotik, insbesondere nach Vorbildern aus der Spätgotik entworfene und 1910–1911 erbaute Hallenkirche geht auf Pläne des Kölner Architekten Eduard Endler zurück. 1928 wurde südwestlich ein Seitenturm in expressionistischen Formen ergänzt, der auch Elemente der Gotik aufweist. Bis auf die im Zweiten Weltkrieg zerstörten Chorfenster sind alle Glasmalereien im Original erhalten. Von 1952 bis 1959 wurde der Chor neu verglast. 1957–1958 wurde die Kirche durch den Architekten Karl Band nach Westen erweitert.
Seit 1983 ist St. Josef als ein Baudenkmal in Köln-Porz gelistet.